# Thottea dalzellii
Thottea dalzellii är en piprankeväxtart som först beskrevs av Joseph Dalton Hooker, och fick sitt nu gällande namn av Karthik. & Moorthy. Thottea dalzellii ingår i släktet Thottea och familjen piprankeväxter. Inga underarter finns listade i Catalogue of Life.